# Lilian Studer
Lilian Studer (Baden, 20 de diciembre de 1977) es una política suiza. Actualmente es miembro del Consejo Nacional por el Partido Popular Evangélico (EVP) desde el 2 de diciembre de 2019. Desde 2021, también se desempeña como presidenta del Partido Popular Evangélico.

## Biografía
Studer nació el 20 de diciembre de 1977 en Baden, Suiza, siendo hija de Heiner y Marit (de soltera Andestad) Studer. Su padre fue miembro del Consejo Nacional entre 1999 y 2007, y también del Gran Consejo de Argovia. Su madre es de Noruega, por lo que Studer tine doble ciudadanía. Se crio en Wettingen y se convirtió en profesora de artesanía textil en las escuelas secundarias locales. En 2000, se ofreció como voluntaria en Honduras, antes de convertirse en profesora en las escuelas de Dietikon.
En 2002, Studer fue elegida miembro del Gran Consejo de Argovia, sucediendo a Elsbeth Zimmermann. Entre 2004 y 2009 fue presidente de las juventudes de su partido. Studer fue elegida para el Consejo Nacional de Suiza en las elecciones federales suizas de 2019. Asumió el cargo el 2 de diciembre de 2019.
Desde 2021 es la presidenta del Partido Popular Evangélico de Suiza.